# Coupe Billie Jean King 2023
Navigation
Édition 2022 Édition 2024
La Coupe Billie Jean King 2023 est la 60e édition du plus important tournoi de tennis opposant des équipes nationales féminines.
Le Canada remporte l'épreuve pour la 1re fois de son histoire en battant en finale l'Italie.

## Qualifications
Les qualifications se déroulent les 14 et 15 avril et opposent 18 équipes : les 12 équipes ayant participé à la phase finale de l'édition précédente, moins les deux finalistes (la Suisse et l'Australie), exemptées, et les 8 équipes ayant remporté les barrages de l'édition précédente. Les équipes s'affrontent en face à face en un seul tour. Les vainqueurs participent à la phase finale et les vaincus aux barrages. Les équipes têtes de série sont déterminées d'après le classement du 16 novembre 2022.
| Espagne (1) | Tchéquie (2) | France (3)      | Canada (4) | États-Unis (5) | Slovaquie (6) | Allemagne (7) | Kazakhstan (8) | Roumanie (9) |
| Italie      | Belgique     | Grande-Bretagne | Pologne    | Brésil         | Ukraine       | Mexique       | Autriche       | Slovénie     |

## Phase finale
La phase finale se déroule du 7 au 12 novembre à Séville. Elle regroupe les 9 équipes ayant remporté leur match de qualification, les deux équipes finalistes de l'édition précédente (la Suisse et l'Australie) et une équipe invitée (la Pologne). 
La phase finale se déroule en deux parties : une phase de poules (4 poules de 3 équipes) puis une phase à élimination directe (à partir des demi-finales).
| Allemagne  | Australie [2] | Canada     | Espagne [3] |
| États-Unis | France [4]    | Italie     | Kazakhstan  |
| Pologne    | Slovénie      | Suisse [1] | Tchéquie    |

### Phase de poules
| Rang | Pays       | Rencontres (V - D) | Matchs (V - D) | Sets (G - P) | Jeux (G - P) |
| ---- | ---------- | ------------------ | -------------- | ------------ | ------------ |
| 1    | Tchéquie   | 2-0                | 5-1            | 10-3         | 72-54        |
| 2    | États-Unis | 1-1                | 4-2            | 8-5          | 67-59        |
| 3    | Suisse     | 0-2                | 0-6            | 2-12         | 61-87        |

| Rang | Pays       | Rencontres (V - D) | Matchs (V - D) | Sets (G - P) | Jeux (G - P) |
| ---- | ---------- | ------------------ | -------------- | ------------ | ------------ |
| 1    | Slovénie   | 1-1                | 3-3            | 9-6          | 66-48        |
| 2    | Kazakhstan | 1-1                | 3-3            | 7-8          | 54-59        |
| 3    | Australie  | 1-1                | 3-3            | 6-8          | 53-66        |

| Suisse – Tchéquie : 0-3 7 novembre 2023 |                                 |                                       |                |
| 1                                       | Céline Naef                     | Linda Nosková                         | 62-7, 6-4, 4-6 |
| 1                                       | Viktorija Golubic               | Marie Bouzková                        | 4-6, 4-6       |
| 1                                       | Viktorija Golubic Jil Teichmann | Barbora Krejčíková Kateřina Siniaková | 63-7, 2-6      |

| Australie – Slovénie : 1-2 7 novembre 2023 |                               |                                 |                   |
| 1                                          | Ajla Tomljanović              | Kaja Juvan                      | 4-6, 1-6          |
| 1                                          | Daria Saville                 | Tamara Zidanšek                 | 1-6, 4-6          |
| 1                                          | Kimberly Birrell Storm Hunter | Veronika Erjavec Ela Nala Milić | 7-5, 62-7, [10-5] |

| Suisse – États-Unis : 0-3 9 novembre 2023 |                              |                                 |                |
| 1                                         | Céline Naef                  | Danielle Collins                | 64-7, 1-6      |
| 1                                         | Viktorija Golubic            | Sofia Kenin                     | 3-6, 7-61, 5-7 |
| 1                                         | Jil Teichmann Simona Waltert | Sloane Stephens Taylor Townsend | 1-6, 63-7      |

| Australie – Kazakhstan : 2-1 9 novembre 2023 |                          |                                |                   |
| 1                                            | Storm Hunter             | Anna Danilina                  | 7-62, 6-4         |
| 1                                            | Kimberly Birrell         | Yulia Putintseva               | 0-6, 5-7          |
| 1                                            | Storm Hunter Ellen Perez | Anna Danilina Yulia Putintseva | 7-5, 62-7, [10-5] |

| Tchéquie – États-Unis : 2-1 10 novembre 2023 |                                       |                                 |          |
| 1                                            | Kateřina Siniaková                    | Danielle Collins                | 3-6, 2-6 |
| 1                                            | Markéta Vondroušová                   | Sofia Kenin                     | 6-1, 6-1 |
| 1                                            | Barbora Krejčíková Kateřina Siniaková | Sloane Stephens Taylor Townsend | 6-3, 7-5 |

| Kazakhstan – Slovénie : 2-1 10 novembre 2023 |                                  |                                 |                  |
| 1                                            | Anna Danilina                    | Kaja Juvan                      | 1-6, 0-6         |
| 1                                            | Yulia Putintseva                 | Tamara Zidanšek                 | 2-6, 6-2, 0-0ab  |
| 1                                            | Anna Danilina Zhibek Kulambayeva | Veronika Erjavec Ela Nala Milić | 2-6, 6-4, [10-7] |

| Rang | Pays    | Rencontres (V - D) | Matchs (V - D) | Sets (G - P) | Jeux (G - P) |
| ---- | ------- | ------------------ | -------------- | ------------ | ------------ |
| 1    | Canada  | 2-0                | 6-0            | 12-1         | 80-48        |
| 2    | Espagne | 1-1                | 2-4            | 5-9          | 58-72        |
| 3    | Pologne | 0-2                | 1-5            | 4-11         | 57-75        |

| Rang | Pays      | Rencontres (V - D) | Matchs (V - D) | Sets (G - P) | Jeux (G - P) |
| ---- | --------- | ------------------ | -------------- | ------------ | ------------ |
| 1    | Italie    | 2-0                | 5-1            | 11-5         | 79-62        |
| 2    | France    | 1-1                | 4-2            | 10-6         | 75-61        |
| 3    | Allemagne | 0-2                | 0-6            | 2-12         | 43-74        |

| Espagne – Canada : 0-3 8 novembre 2023 |                                     |                                     |            |
| 1                                      | Rebeka Masarova                     | Marina Stakusic                     | 3-6, 1-6   |
| 1                                      | Sara Sorribes Tormo                 | Leylah Fernandez                    | 68-7, 67-7 |
| 1                                      | Rebeka Masarova Sara Sorribes Tormo | Eugenie Bouchard Gabriela Dabrowski | 3-6, 5-7   |

| France – Italie : 1-2 8 novembre 2023 |                                     |                                         |                  |
| 1                                     | Alizé Cornet                        | Martina Trevisan                        | 6-2, 2-6, 2-6    |
| 1                                     | Caroline Garcia                     | Jasmine Paolini                         | 6-7, 7-5, 4-6    |
| 1                                     | Caroline Garcia Kristina Mladenovic | Elisabetta Cocciaretto Martina Trevisan | 5-7, 6-2, [10-6] |

| Canada – Pologne : 3-0 9 novembre 2023 |                                     |                                   |               |
| 1                                      | Marina Stakusic                     | Magdalena Fręch                   | 4-6, 7-5, 6-3 |
| 1                                      | Leylah Fernandez                    | Magda Linette                     | 6-2, 6-3      |
| 1                                      | Eugenie Bouchard Gabriela Dabrowski | Weronika Falkowska Katarzyna Kawa | 6-2, 6-3      |

| Italie – Allemagne : 3-0 9 novembre 2023 |                                         |                                    |                   |
| 1                                        | Martina Trevisan                        | Eva Lys                            | 7-66, 6-1         |
| 1                                        | Jasmine Paolini                         | Anna-Lena Friedsam                 | 6-3, 6-2          |
| 1                                        | Elisabetta Cocciaretto Martina Trevisan | Anna-Lena Friedsam Laura Siegemund | 6-4, 64-7, [11-9] |

### Phase à élimination directe

#### Tableau
|  | Demi-finales 11 novembre 2023 | Demi-finales 11 novembre 2023 |        |   | Finale 12 novembre 2023 | Finale 12 novembre 2023 |
|  | Demi-finales 11 novembre 2023 | Demi-finales 11 novembre 2023 |        |   | Finale 12 novembre 2023 | Finale 12 novembre 2023 |
|  |                               |                               |        |   |                         |                         |
|  |                               |                               |        |   |                         |                         |
|  |                               |                               |        |   |                         |                         |
|  | Slovénie                      | 0                             |        |   |                         |                         |
|  | Slovénie                      | 0                             |        |   |                         |                         |
|  | Italie                        | 2                             |        |   |                         |                         |
|  | Italie                        | 2                             | Italie | 0 |                         |                         |
|  |                               |                               | Italie | 0 |                         |                         |
|  |                               | Canada                        | 2      |   |                         |                         |
|  | Tchéquie                      | Canada                        | 2      | 1 |                         |                         |
|  | Tchéquie                      |                               |        | 1 |                         |                         |
|  | Canada                        | 2                             |        |   |                         |                         |
|  | Canada                        | 2                             |        |   |                         |                         |

#### Demi-finales
| Slovénie – Italie : 0-2 11 novembre 2023 |                            |                                         |               |
| 1                                        | Kaja Juvan                 | Martina Trevisan                        | 6-7, 3-6      |
| 1                                        | Tamara Zidanšek            | Jasmine Paolini                         | 2-6, 6-4, 3-6 |
| 1                                        | Kaja Juvan Tamara Zidanšek | Elisabetta Cocciaretto Martina Trevisan | non-disputé   |

| Tchéquie – Canada : 1-2 11 novembre 2023 |                                       |                                     |               |
| 2                                        | Barbora Krejčíková                    | Marina Stakusic                     | 6-2, 6-1      |
| 2                                        | Markéta Vondroušová                   | Leylah Fernandez                    | 2-6, 6-2, 3-6 |
| 2                                        | Barbora Krejčíková Kateřina Siniaková | Gabriela Dabrowski Leylah Fernandez | 5-7, 63-7     |

#### Finale
| Italie – Canada : 0-2 12 novembre 2023 |                                         |                                     |             |
| 1                                      | Martina Trevisan                        | Marina Stakusic                     | 5-7, 3-6    |
| 1                                      | Jasmine Paolini                         | Leylah Fernandez                    | 2-6, 3-6    |
| 1                                      | Elisabetta Cocciaretto Martina Trevisan | Gabriela Dabrowski Leylah Fernandez | non-disputé |

## Barrages
Les barrages ont lieu du 10 au 12 novembre 2023 et voient s'affronter les nations ayant perdu lors de la phase qualificative (PQ) et les équipes ayant remporté les groupes continentaux (2 en Amérique : l'Argentine et la Colombie, 2 en Asie-Océanie : le Japon et la Corée du Sud et 3 en Europe-Afrique : la Hongrie, les Pays-Bas et la Suède). La Pologne, malgré sa défaite en phase qualificative, est qualifiée pour la phase finale en tant qu'invitée et est remplacée par la Serbie. Les nations têtes de série (entre crochets), sont déterminées d'après le classement ITF du 17 avril 2023. Les équipes gagnantes sont qualifiées pour la phase qualificative de l'édition 2024.
| Lieu       | Surface | Hôtes                    | Score | Visiteurs         | Lien FdM   |
| ---------- | ------- | ------------------------ | ----- | ----------------- | ---------- |
| Bratislava |         | Slovaquie [1] (PQ)       | 3 - 1 | Argentine         | [ Note 1 ] |
| Charleroi* |         | Belgique [2] (PQ)        | 3 - 1 | Hongrie           | [ Note 2 ] |
| Londres    |         | Grande-Bretagne [3] (PQ) | 3 - 1 | Suède             | [ Note 3 ] |
| Brasilia*  |         | Brésil [4] (PQ)          | 4 - 0 | Corée du Sud      | [ Note 4 ] |
| Vilnius*   |         | Ukraine [5] (PQ)         | 3 - 1 | Pays-Bas          | [ Note 5 ] |
| Kraljevo   |         | Serbie                   | 0 - 4 | Roumanie [6] (PQ) | [ Note 6 ] |
| Tokyo*     |         | Japon [7]                | 3 - 2 | Colombie          | [ Note 7 ] |
| Schwechat* |         | Autriche (PQ)            | 2 - 3 | Mexique [8] (PQ)  | [ Note 8 ] |